# Ян Сваммердам
Ян (Йоганн) Сваммердам (нід. Jan Swammerdam; 12 лютого 1637, Амстердам — 17 лютого 1680, Амстердам) — нідерландський натураліст. Був прихильником преформації. Відкидав можливість мимовільного зародження.

## Життєпис
Закінчив Лейденський університет в 1663 році. 1667 року захистив дисертацію про дихання тварин. Основні праці з анатомії людини і тварин, особливо комах, а ще молюсків, земноводних і інших. Запропонував класифікацію комах (підрозділивши їх на 4 групи), засновану на особливостях їхнього метаморфоза. Розробив нову методику препарування, запропонував низку препарувальних інструментів. Користуючись ще достатньо примітивними збільшувальними приладами тих часів, надзвичайно точно описав найдрібніші деталі органів у комах.
Досліджував також і медоносних бджіл, описав морфологічні ознаки матки, трутня, та робочої бджоли, вивчив їх внутрішні органи. Встановив стать матки і трутня, робочих бджіл він описав:
```
«безстатеві істоти, але щодо загального вигляду і будови тіла в них помітно більше ознак, властивих самиці, ніж самцеві»
```

Ян Сваммердам визначив, що личинки бджіл харчуються не медом, а «особливою білою речовиною, що нагадує білок». Але не зміг виявити походження цього харчу, що їх виробляють робочі бджоли. Також не зміг визначити походження і призначення перги.
Зумів дослідити виведення нової матки в бджолиній сім'ї, відбираючи стару матку із частиною робочих бджіл, чим, по суті, отримав штучний рій.
Уперше став уживати метод ін'єкції в судини. Сконструював прилади для реєстрації роботи серця, дихальних рухів, м'язових скорочень при роздратованому нерві тощо.
Герой казки Гофмана — «Повелитель бліх».